# NGC 3982
NGC 3982 este o seyfert 1 galaxy⁠(d) situată în constelația Ursa Mare. A fost descoperită în 14 aprilie 1789 de către William Herschel. Se află la o distanță de 21,58 de megaparseci de Pământ.